# Eurytoma obesa
Eurytoma obesa är en stekelart som beskrevs av Jean Risbec 1957. Eurytoma obesa ingår i släktet Eurytoma och familjen kragglanssteklar.
Artens utbredningsområde är:
- Burundi.
- Rwanda.

Inga underarter finns listade i Catalogue of Life.